# Radio con Vos
Radio con Vos es una estación de radio argentina que transmite desde la Ciudad Autónoma de Buenos Aires.

## Historia
Comenzó a transmitir el 9 de marzo de 2015 bajo la licencia que pertenecía a Radio City (antes FM 89.90 y FM La Isla), propiedad de Afakot S.A. y Kuarzo Entertainment Argentina.
En sus micrófonos ha tenido a Elizabeth Vernaci, Humberto Tortonese, Marley, Mariano Iúdica, Pachu Peña, Pichu Straneo, Jey Mammón, Rafa Hernández, Marcelo Zlotogwiazda, Ana Vainman, Patricio Barton, Macu Mazzuca , Dario Ibazeta , Luis Micciullo , el taragua , Rigo (Los Imprescindibles )  y Gonzalo Heredia, entre otros.

## Programación
Su grilla se compone de programas periodísticos, magazines y programas musicales.
También cuenta con segmentos de música programada.